# Église Notre-Dame de Luzenac (Moulis)
L'église Notre-Dame de Luzenac est une église romane datant du XIIe siècle située au village de Luzenac, sur la commune de Moulis, dans le département de l'Ariège, en région Occitanie.

## Localisation
Elle se situe à 442 m d'altitude en bordure de la RD 618 et à proximité du Lez.

## Historique
L'église date du XIIe siècle, agrandie au XVe siècle, déplacement du portail roman et nouvelle façade au XVIIe siècle, réaménagement intérieur et construction de deux sacristies au XVIIIe siècle... pour apparaître dans un style composite.
Elle fait l'objet d'un classement au titre des monuments historiques par arrêté du 26 juin 1961.

## Description
C’est en partie une église romane à trois nefs (mais seule la nef centrale est romane, terminée par une petite abside semi-circulaire) avec un original clocher à douze facettes du deuxième âge roman, couvert en lauze avec des baies à double arcade géminées.
Le portail roman, replacé en façade, est surmonté d'une archivolte à trois voussures.
La façade du XVIIe très large et peu élevée reçoit deux puissants contreforts, trois vitraux (dont un en position centrale dans un grand oculus) sous lequel se trouve une niche ayant dû contenir une statue de la Vierge.

## Mobilier
L'intérieur très opulent et composite est caractéristique de l'ornementation baroque avec abondance de stucs, de dorures, de plafonds peints...
Est présent un bénitier en marbre Grand antique de la carrière d'Aubert, située sur la commune.
Cinq objets sont référencés dans la base Palissy dont quatre éléments sculptés (voir les notices liées).

## Galerie

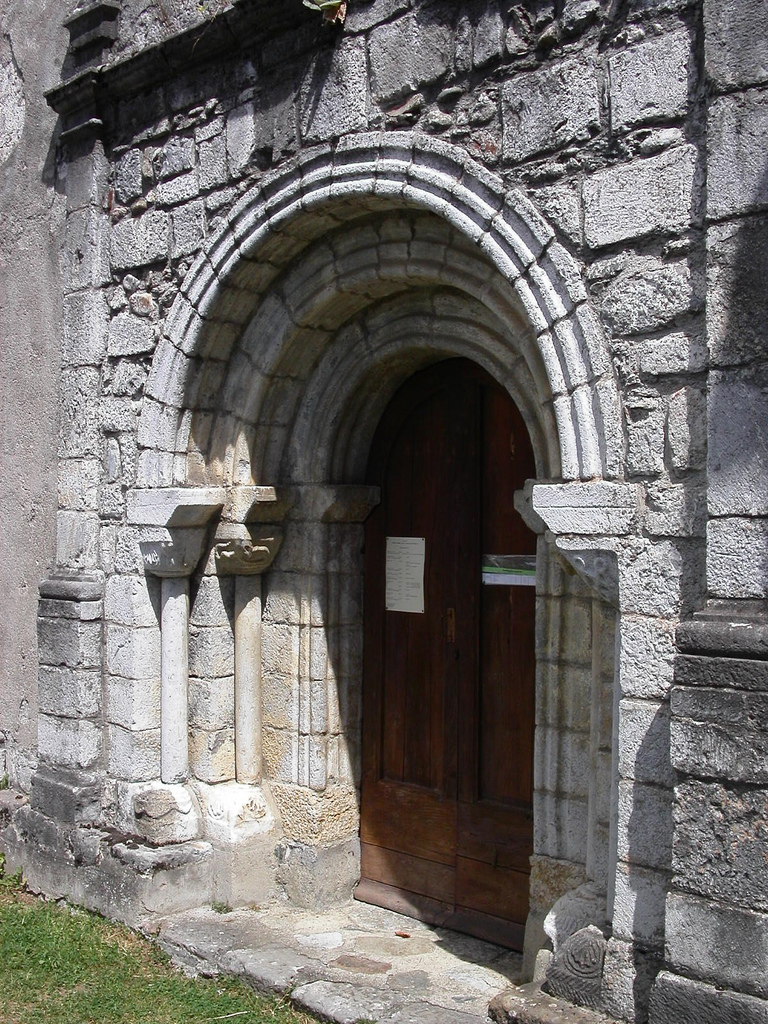
Portail roman.
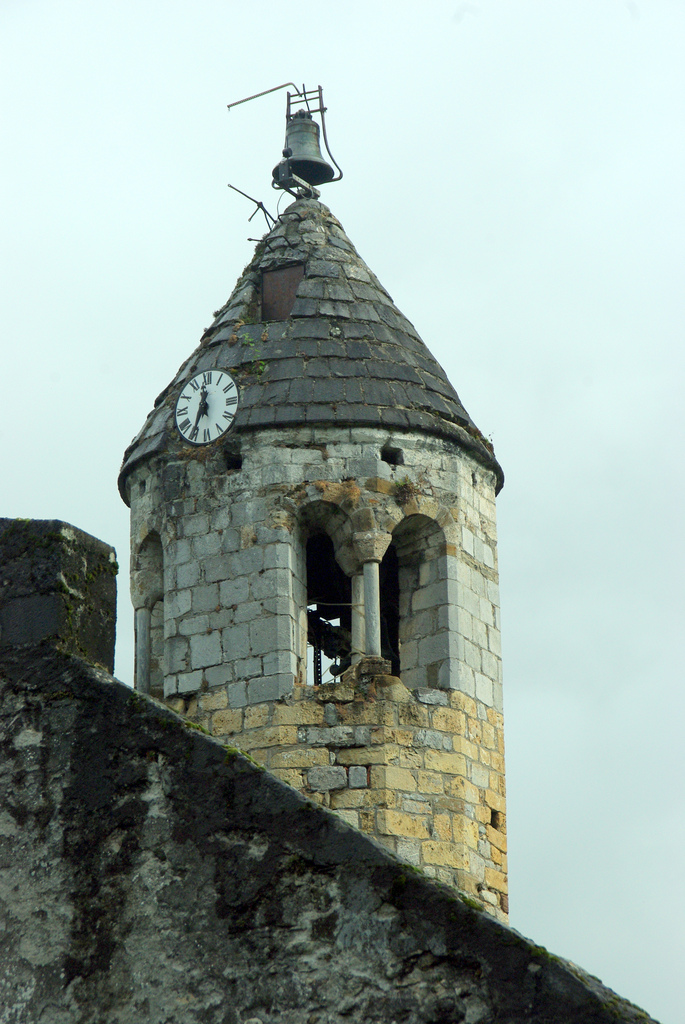
Clocher roman à 12 facettes.
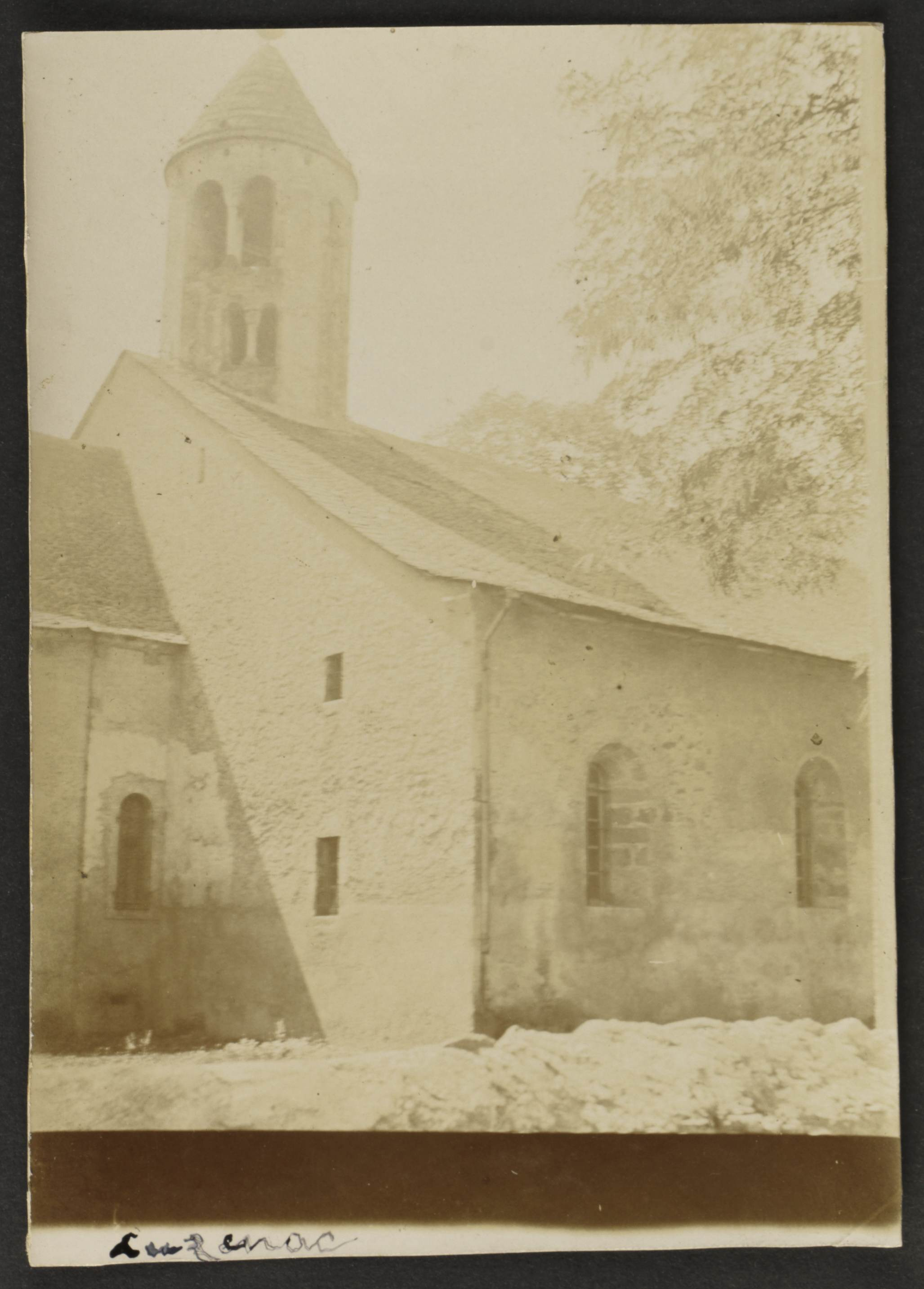
L'église photographiée en 1886 par Jean-Auguste Brutails.

## Valorisation du patrimoine
Créée en octobre 2017, l'association Patrimoine en Couserans est particulièrement investie sur la conservation et la valorisation de cette église.